# Fernand Lematte
Pour les articles homonymes, voir Lematte.
Jacques François Fernand Lematte, né le 26 juillet 1850 à Saint-Quentin et mort le 26 avril 1929 à Gallardon, est un peintre français.

## Biographie
Fernand Lematte est formé à l'École des beaux-arts de Paris dans l'atelier d'Alexandre Cabanel.
Lauréat du grand prix de Rome de 1870 avec La Mort de Messaline, il séjourne de 1871 à 1874 à la villa Médicis à Rome.
Il expose à plusieurs reprises au Salon de Paris et reçoit la mention honorable en 1872, la médaille de 3e classe en 1873 et la médaille de 1re classe en 1876. En 1889, il obtient une médaille de bronze à l'Exposition universelle.
Le musée du Mont-de-Piété de Bergues lui consacre sa première exposition rétrospective en 2017, intitulée De l'usage du beau.
Il eut entre autres pour élèves Lotus de Païni.

## Œuvres dans les collections publiques
- Portrait de la mère de l'artiste[5].
- Les Bourgeois de Reims recevant une charte du régent de France, salon de 1882[6].

| Tableau | Titre | Date | Dimensions   | Notes | Lieu de conservation                                           |
| ------- | --- | ---- | ------------ | ----- | -------------------------------------------------------------- |
|         | Figure peinte | 1870 | 81 × 65 cm   |       | Paris, école nationale supérieure des Beaux-Arts               |
|         | La Mort de Messaline                                                                                                   | 1870 | 145 × 113 cm |       | Paris, école nationale supérieure des Beaux-Arts               |
|         | Une dryade | 1871 | 112 × 135 cm |       | Nantes, musée des Beaux-Arts                                   |
|         | L'enlèvement de Déjanire                                                                                               | 1873 |              |       | Nice, musée des Beaux-Arts                                     |
|         | La messe de Bolsène (copie d'après Raphaël)                                                                            | 1874 |              |       | Paris, École nationale supérieure des beaux-arts               |
|         | Oreste et les Furies                                                                                                   | 1876 | 490 × 355 cm |       | Non localisé, autrefois à Saint-Quentin, musée Antoine Lécuyer |
|         | Girod (de l'Ain) | 1876 | 350 × 200 cm |       | Paris, Conseil d'État                                          |
|         | La Veuve | 1877 | 185 × 151 cm |       | détruite (autrefois à Caen, musée des Beaux-Arts)              |
|         | Nymphe surprise par un faune                                                                                           | 1878 |              |       | Localisation actuelle inconnue                                 |
|         | Épisode de l'histoire de la commune de Reims                                                                           | 1881 |              |       | Reims, mairie                                                  |
|         | Épisode de l'histoire de Reims                                                                                         | 1883 |              |       | Reims, mairie                                                  |
|         | Le Sphinx | 1883 | 155 × 225 cm |       | Localisation actuelle inconnue                                 |
|         | Le départ des volontaires                                                                                              | 1884 |              |       | Reims, mairie                                                  |
|         | Destruction du château de l'archevêque de Reims en 1595                                                                | 1884 | 275 × 170 cm |       | Reims, mairie                                                  |
|         | Pierre de Reims de retour de Bouvines                                                                                  | 1884 | 370 × 245 cm |       | Reims, mairie                                                  |
|         | Sainte Madeleine | 1885 | 91 × 139 cm  |       | Saint-Quentin, musée Antoine Lécuyer                           |
|         | Composition allégorique                                                                                                |      |              |       | Reims, mairie                                                  |
|         | Judith | 1886 | 200 × 300 cm |       | Saint-Quentin, musée Antoine Lécuyer                           |
|         | Hadiga, de retour du marché du Caire                                                                                   | 1888 |              |       | Saint-Quentin, musée Antoine Lécuyer                           |
|         | Remise à l'évêque de Maguelone en 1289 de la bulle de Nicolas IV érigeant en Studium Generale les divers enseignements | 1893 | 300 × 805 cm |       | Montpellier, rectorat de l'Académie de Montpellier             |
|         | Ève | 1899 |              |       | Localisation actuelle inconnue                                 |